# Sette2 Tour
Sette2 Tour é a uma turnê da cantora Claudia Leitte em carreira solo. O nome da turnê é em referência a turnê "Sette Tour" feita por Claudia Leitte nos anos de 2009 e 2010. É a sucessora da turnê "Axemusic" e estreou oficialmente no dia 17 de outubro de 2014. Durante o intervalo do fim da turnê "Axemusic" para o início da "Sette2", Claudia realizou alguns shows em diversos locais do Brasil, já com o figurino que seria utilizado na "Sette2". No dia 16 de agosto de 2014 durante o festival Axé Brasil na Arena Independência em Belo Horizonte, Minas Gerais, Claudia realizou um show com elementos que está presente na "Sette2". Os figurinos são assinados pelas grifes "Água de Coco" e Colcci.

## Repertório
1. "Matimba"[a]
2. "Largadinho"
3. "Exttravasa" / "Preto, Se Você Me Der Amor"
4. "Portuñol" / "Te Ensinei Certin" / "Sou Dessas"
5. "Is This Love"
6. "Dyer Maker"
7. "Famo$a" / "O Samba da Minha Terra"
8. "Bola de Sabão"
9. "Cartório"[b]
10. "Dekolê"
11. "Beijar na Boca" / "Insolação do Coração"
12. "Faz Um"
13. "Fulano in Sala"
14. "Amor Perfeito"
15. "Thinking Out Loud"
16. "Falando Sério"
17. "Signs/Sinais"
18. "Cai Fora" / "Amor à Prova" / "Eu Fico"
19. "Me Chama de Amor"
20. "Doce Paixão"
21. "Caranguejo" / "Safado, Cachorro, Sem-vergonha"
22. "Pensando em Você"
23. "Prefixo de Verão"
24. "Claudinha Bagunceira"
25. "Cartório" (Encore)

| Pré turnê |
| --- |
| 1. "Matimba" 2. "Largadinho" 3. "Tarraxinha" 4. "Dekolê" 5. "Pancadão Frenético" 6. "Fulano in Sala" 7. "Famo$a" / "O Samba da Minha Terra" (Incidental: Wiggle) 8. "Pensando em Você" 9. "Seu Ar" 10. "Cartório" 11. "Bola de Sabão" / "Topo do Mundo" 12. "Amor Perfeito" 13. "We Are One (Ole Ola)" / "Aquarela do Brasil" 14. "Cai Fora" / "Amor à Prova" / "Eu Fico" 15. "Beijar na Boca" / "Insolação do Coração" 16. "Faz Um" 17. "Amor Toda Hora" (Incidental: Drunk in Love) 18. "Dia da Farra e do Beijo" 19. "Caranguejo" (Incidental: Fala Mal de Mim / Água Mineral) / "Safado, Cachorro, Sem-vergonha" 20. "Abraço Coletivo" 21. "Exttravasa" 22. "Claudinha Bagunceira" 23. "Matimba" (Encore) |

| 1ª Etapa |
| --- |
| 1. "Matimba" 2. "Beijar na Boca" / "Insolação do Coração" 3. "Faz Um" 4. "Exttravasa" 5. "Dekolê" 6. "Cai Fora" / "Amor à Prova" / "Eu Fico" 7. "Famo$a" / "O Samba da Minha Terra" 8. "Amor Perfeito" 9. "Cartório" 10. "Chame Gente" 11. "Bola de Sabão" / "Topo do Mundo" 12. "Prefixo de Verão" 13. "Claudinha Bagunceira" 14. "Largadinho" 15. "Lirirrixa" 16. "Pancadão Frenético" 17. "Caranguejo" / "Safado, Cachorro, Sem-vergonha" 18. "Abraço Coletivo" 19. "Fulano in Sala" 20. "Cartório" (Encore) |

Notas
- "Foragido" foi apresentada nos shows em trio elétrico.
- "Salvador" foi apresentada em todos os shows em Salvador a partir do dia 30 de dezembro de 2014.
- Durante o show em Água Boa no Mato Grosso, Claudia Leitte apresentou a canção "Cê Que Sabe" em tributo à Cristiano Araújo.
- Foi apresentado um medley com as canções "Um Sonho a Dois"/"Pássaros"/Bem-vindo Amor" no show realizado no Recife em 23 de janeiro de 2016.

## Datas
| Data                    | Cidade                | Estado              | Extra                                          | Tipo          |           |
| Pré turnê               | Pré turnê             | Pré turnê           | Pré turnê                                      | Pré turnê     | Pré turnê |
| ----------------------- | --------------------- | ------------------- | ---------------------------------------------- | ------------- | --------- |
| 16 de agosto de 2014    | Belo Horizonte        | Minas Gerais        | Axé Brasil                                     | Palco         |           |
| 23 de agosto de 2014    | Nova Venécia          | Espírito Santo      | Baile do Hawai                                 | Trio Elétrico |           |
| 5 de setembro de 2014   | Uberlândia            | Minas Gerais        | Expo Uberlândia                                | Palco         |           |
| 19 de setembro de 2014  | Salvador              | Bahia               | Gillette Vênus                                 | Pocket Show   |           |
| 25 de setembro de 2014  | Igarassu              | Pernambuco          | Festa de Cosme e Damião                        | Palco         |           |
| 26 de setembro de 2014  | Guanambi              | Bahia               | Nana Fest                                      | Palco         |           |
| 27 de setembro de 2014  | Barreiras             | Bahia               | Nana Fest                                      | Palco         |           |
| 11 de outubro de 2014   | Ouro Branco           | Minas Gerais        | Festa da Batata                                | Palco         |           |
| Leg 1                   |                       |                     |                                                |               |           |
| 17 de outubro de 2014   | São Paulo             | São Paulo           | Espaço das Américas                            | Palco         |           |
| 18 de outubro de 2014   | Vitória               | Espírito Santo      | Espírito Elétrico                              | Trio Elétrico |           |
| 31 de outubro de 2014   | Uberaba               | Minas Gerais        | Axé Uberaba                                    | Trio Elétrico |           |
| 1 de novembro de 2014   | Alfenas               | Minas Gerais        | Carnalfenas                                    | Trio Elétrico |           |
| 8 de novembro de 2014   | São Bernardo do Campo | São Paulo           | Transcontinental FM                            | Trio Elétrico |           |
| 14 de novembro de 2014  | Sobral                | Ceará               | Carnasobral                                    | Trio Elétrico |           |
| 21 de novembro de 2014  | Florianópolis         | Santa Catarina      | Folianópolis                                   | Trio Elétrico |           |
| 30 de novembro de 2014  | Rio de Janeiro        | Rio de Janeiro      | Mocidade Independente de Padre Miguel          | Palco         |           |
| 5 de dezembro de 2014   | Natal                 | Rio Grande do Norte | Carnatal                                       | Trio Elétrico |           |
| 12 de dezembro de 2014  | Cianorte              | Paraná              |                                                | Palco         |           |
| 13 de dezembro de 2014  | Cianorte              | Paraná              |                                                | Palco         |           |
| 30 de dezembro de 2014  | Salvador              | Bahia               | Pré-réveillon                                  | Palco         |           |
| 31 de dezembro de 2014  | Salvador              | Bahia               | Réveillon do Subúrbio                          | Palco         |           |
| 2 de janeiro de 2015    | Porto Seguro          | Bahia               |                                                | Palco         |           |
| 3 de janeiro de 2015    | Guarapari             | Espírito Santo      | Festival de Verão de Guarapari                 | Palco         |           |
| 10 de janeiro de 2015   | Tamandaré             | Pernambuco          | Tamandaré Fest                                 | Palco         |           |
| 22 de janeiro de 2015   | Salvador              | Bahia               | Festival de Verão de Salvador                  | Palco         |           |
| 23 de janeiro de 2015   | Madre de Deus         | Bahia               | Madre Verão                                    | Palco         |           |
| 24 de janeiro de 2015   | Aracaju               | Sergipe             | Festival de Verão de Aracaju                   | Palco         |           |
| Leg 2                   |                       |                     |                                                |               |           |
| 27 de janeiro de 2015   | Rio de Janeiro        | Rio de Janeiro      | Mocidade Independente de Padre Miguel          | Palco         |           |
| 7 de fevereiro de 2015  | Itabirito             | Minas Gerais        | Carnabirito                                    | Trio Elétrico |           |
| 8 de fevereiro de 2015  | Olinda                | Pernambuco          | Olinda Beer                                    | Palco         |           |
| 13 de fevereiro de 2015 | Salvador              | Bahia               | Carnaval - Bloco Cocobambu                     | Trio Elétrico |           |
| 14 de fevereiro de 2015 | Santa Rita do Sapucaí | Minas Gerais        | Carnaval - Bloco do Urso                       | Palco         |           |
| 16 de fevereiro de 2015 | Salvador              | Bahia               | Carnaval - Bloco Largadinho                    | Trio Elétrico |           |
| 17 de fevereiro de 2015 | Salvador              | Bahia               | Carnaval - Bloco Largadinho                    | Trio Elétrico |           |
| 19 de fevereiro de 2015 | Porto Seguro          | Bahia               | Porto Folia                                    | Trio Elétrico |           |
| 31 de março de 2015     | São Paulo             | São Paulo           | Espaço das Américas                            | Palco         |           |
| 4 de abril de 2015      | Guarapari             | Espírito Santo      |                                                | Palco         |           |
| 8 de abril de 2015      | Rio de Janeiro        | Rio de Janeiro      |                                                | Palco         |           |
| 9 de abril de 2015      | Natal                 | Rio Grande do Norte |                                                | Palco         |           |
| 25 de abril de 2015     | Atibaia               | São Paulo           |                                                | Palco         |           |
| 26 de abril de 2015     | Feira de Santana      | Bahia               | Micareta de Feira                              | Trio Elétrico |           |
| 8 de maio de 2015       | Foz do Iguaçu         | Paraná              |                                                | Palco         |           |
| 16 de maio de 2015      | Campos de Goitacases  | Rio de Janeiro      | Campos Fantasy                                 | Palco         |           |
| 12 de junho de 2015     | Mauá                  | São Paulo           | 31ª Festa Junina de Mauá                       | Palco         |           |
| 13 de junho de 2015     | Votorantim            | São Paulo           | 100ª Festa Junina de Votorantim                | Palco         |           |
| 14 de junho de 2015     | Americana             | São Paulo           | Festa do Peão de Americana                     | Palco         |           |
| 4 de julho de 2015      | Marco                 | Ceará               | 52ª Chitão de Marco                            | Palco         |           |
| 11 de julho de 2015     | Água Boa              | Mato Grosso         | 24ª Expovale                                   | Palco         |           |
| 23 de julho de 2015     | Fortaleza             | Ceará               | Fortal                                         | Trio Elétrico |           |
| 25 de julho de 2015     | Recife                | Pernambuco          | Mistura Loka                                   | Palco         |           |
| 1 de agosto de 2015     | Bicas                 | Minas Gerais        | 45ª ExpoBicas                                  | Palco         |           |
| 4 de setembro de 2015   | Costa do Sauípe       | Bahia               | Sauípe Folia                                   | Palco         |           |
| 12 de setembro de 2015  | Tinguá                | Rio de Janeiro      | 11ª Festa do Aipim                             | Palco         |           |
| 16 de setembro de 2015  | Rio de Janeiro        | Rio de Janeiro      | Pocket Show SKY                                | Palco         |           |
| 18 de setembro de 2015  | Araçuaí               | Minas Gerais        | Arafolia                                       | Trio Elétrico |           |
| 19 de setembro de 2015  | Teresina              | Piauí               |                                                | Palco         |           |
| 2 de outubro de 2015    | Costa do Sauípe       | Bahia               |                                                | Palco         |           |
| 3 de outubro de 2015    | Barcarena             | Pará                | 35º Festival do Abacaxi                        | Palco         |           |
| 9 de outubro de 2015    | Sobral                | Ceará               | Carnabral                                      | Trio Elétrico |           |
| 31 de outubro de 2015   | Caldas Novas          | Goiás               | Caldas Country                                 | Trio Elétrico |           |
| 21 de novembro de 2015  | Fortaleza             | Ceará               | Aniversário da Água de Coco                    | Trio Elétrico |           |
| Leg 3                   |                       |                     |                                                |               |           |
| 22 de novembro de 2015  | Salvador              | Bahia               | Chá da Alice                                   | Palco         |           |
| 28 de novembro de 2015  | Rio de Janeiro        | Rio de Janeiro      | Show privado                                   | Palco         |           |
| 29 de novembro de 2015  | Maués                 | Amazonas            | 36ª Festa do Guaraná                           | Palco         |           |
| 4 de dezembro de 2015   | Natal                 | Rio Grande do Norte | Carnatal                                       | Trio Elétrico |           |
| 19 de dezembro de 2015  | Guanambi              | Bahia               | Festa da Camiseta 20 Anos - Encontro das Divas | Palco         |           |
| 20 de dezembro de 2015  | Barreiras             | Bahia               | Levada Elétrica                                | Trio Elétrico |           |
| 31 de dezembro de 2015  | Porto Seguro          | Bahia               |                                                | Trio Elétrico |           |
| 23 de janeiro de 2016   | Recife                | Pernambuco          | Bal Masqué                                     | Palco         |           |
| 31 de janeiro de 2016   | Salvador              | Bahia               | O Baile da Cidade                              | Palco         |           |
| 5 de fevereiro de 2016  | Salvador              | Bahia               | Carnaval - Bloco Cocobambu                     | Trio Elétrico |           |
| 6 de fevereiro de 2016  | Santa Rita do Sapucaí | Minas Gerais        | Carnaval - Bloco do Urso                       | Palco         |           |
| 6 de fevereiro de 2016  | Muzambinho            | Minas Gerais        | Carnaval - Bloco Vermes e Cia                  | Palco         |           |
| 8 de fevereiro de 2016  | Salvador              | Bahia               | Carnaval - Bloco Largadinho                    | Trio Elétrico |           |
| 9 de fevereiro de 2016  | Salvador              | Bahia               | Carnaval - Bloco Largadinho                    | Trio Elétrico |           |
| 11 de fevereiro de 2016 | Porto Seguro          | Bahia               | Carnaporto                                     | Trio Elétrico |           |
| 1 de maio de 2016       | Feira de Santana      | Bahia               | Micareta de Feira                              | Trio Elétrico |           |